# Amara Sinha
Amara Sinha, ou Amarasimha (em tâmil:  അമരസിംഹൻ; c. 375) foi um gramático sânscrito e poeta, de cuja história pessoal quase nada é conhecido. Diz-se ter sido "uma das nove pedras preciosas que adornavam o trono de Vikramāditya", e de acordo com o testemunho de Xuanzang, este é o Chandragupta II que floresceu por volta do ano 375.
Amara parece ter sido budista, e a maioria de suas obras foi destruída, com exceção do famoso Amara-Kosha (Tesouro de Amara), um vocabulário de raízes em sânscrito, em três livros, e, portanto, às vezes chamado de Trikanda ou o "Tripartite". É também conhecido como "Namalinganushasana".
Contém 10 mil palavras, e é organizado, como outras obras de sua classe, em métricas, para auxiliar na memorização. O primeiro capítulo do Kosha foi impresso em Roma, no alfabeto tâmil em 1798. Uma edição da obra completa, com notas em inglês e um índice por Henry Thomas Colebrooke, foi publicado em Serampore em 1808. O texto em sânscrito foi impresso em Calcutá em 1831. A tradução francesa por A. L. A. Loiseleur-Deslongchamps foi publicada em Paris em 1839. B. Lewis Rice compilou a versão canaresa dele e sua quarta edição foi impressa em 1927, que contém três khandas e 25 sargas.